# Can Vinyes (Maçanet de Cabrenys)
Can Vinyeso Mas Viñas és una masia a uns dos quilòmetres a llevant del poble de Maçanet de Cabrenys (l'Alt Empordà).
L'edifici és de planta rectangular, en procés de restauració, de planta baixa i dues plantes pis, orientat de llevant a ponent i format per quatre crugies perpendiculars a la façana de migdia. Estan cobertes amb voltes de pedruscall suportades per parets de pedra desbastada. A la façana sud i a la segona crugia de ponent hi ha adossada l'escala, sobre un porxo de pedruscall, amb l'arc de la volta amb la línia d'impostes molt marcada, que dona accés a la planta pis, a la que s'accedeix a través d'un arc de mig punt amb grans dovelles i un òval a la clau. Les obertures estan emmarcades amb carreus ben tallats de granet. La coberta és a dues aigües. A la façana de llevant es va adossar un paller cobert amb volta de maó. Exceptuant la façana sud, la resta de façanes tenen construccions adossades, fruit de la rehabilitació, que ens fa pensar en el futur ús com a hotel d'aquest edifici.